# Praia de Paço de Arcos
A Praia de Paço de Arcos ou Praia do Baluarte é uma praia situada na freguesia de Oeiras e São Julião da Barra, Paço de Arcos e Caxias, em Oeiras, Grande Lisboa. A praia é rodeada pela Direcção de Faróis da Marinha, pela Escola Superior Nautica Infante D. Henrique e pelo Centro Militar de Electrónica, instalado no que foi o Forte de São Pedro de Paço de Arcos.

## Localização
Encontra-se a aproximadamente 400m do centro histórico de Paço de Arcos, servida pela Avenida Marginal e pela Estação de Paço de Arcos (Linha de Cascais). Integrada na Grande Lisboa, é uma das praias balneares mais atlânticas do Estuário de Tejo.

## Descrição
É uma pequena praia urbana com águas de qualidade e próprias para banhos. Muito procurada no Inverno, pelos praticantes de surf e de bodyboard. Atualmente, é nesta praia que termina o passeio marítimo de Oeiras.
1. ↑  «Praias». www.cm-oeiras.pt. Consultado em 15 de outubro de 2015. Arquivado do original em 14 de julho de 2015